# Pålsbufjorden
Pålsbufjorden er en sø som ligger i kommunerne Hol og Nore og Uvdal, begge i Viken fylke i Norge. Søen, der har et areal på 19,55 km² ligger 749 moh. Pålsbufjorden er en del af vassdraget Numedalslågen. Pålsbufjordens største tilløb er Numedalslågen (Godfarfossen), og ved den udløb fortsætter den i Tunhovdfjorden.